# (8348) Bhattacharyya
Pour les articles homonymes, voir Bhattacharya.
(8348) Bhattacharyya est un astéroïde de la ceinture principale, de la famille de Hungaria.

## Description
(8348) Bhattacharyya est un astéroïde de la ceinture principale, de la famille de Hungaria. Il présente une orbite caractérisée par un demi-grand axe de 1,87 UA, une excentricité de 0,07 et une inclinaison de 19,0° par rapport à l'écliptique.

## Compléments